# Ел Куф
Национални парк Ел Куф је основан 1975. године и један је од седам постојећих националних паркова на територији Либије. Налази се на североисточној обали Средоземног мора и на њему су подједнако заступљени и морски и копнени биодиверзитети. Либија такође на својој територији има пет других резервата природе, двадесет четири заштићена места и две мочваре, Ајн ел Шакика и Ајн ел Зарга, које су заштићене Рамсарском конвенцијом од 2000. године.

## Опште одлике
Ел Куф је проглашен националним парком 1975. године и број посетилаца током 1980. био је око 100.000, да би се тај број до 1985. повећао на 300.000 туриста. Упркос својој посећености, парк је дуго имао недовољан број запослених, са специфичним дужностима у циљу очувања природе. Током 1991, пријављено је лоше вођење парка и неадекватно одржавање средине.
Парк се налази на удаљености од 150 km од Бенгазија, у близини градића Ел Бејда, на североистоку Либије. Покрива површину од 35.000 ha, са обалом у дужини од 20 km. Међутим, укупна заштићена површина износи око 100.000 ha, и у себе укључује извор Вади ел Куф, као и плаже, стрме клифове, пешчане дине и ефемерне лагуне. Читава област лежи на кречњачким стенама планине ел Џабал ел Ахдар, високе 876 m, која чини правоугаону ивицу и границу са приобаљем Средоземног мора. 

## Живи свет

### Флора
Око 90% врста биљака које расту у Либији налази се и на територији парка. Приобалне дине су прекривене грубом травом и расејаним жбуњем. Кречњачке стене у унутрашњости копна су покривене макијама. Неке врсте које се овде могу наћи укључују и: атласки кедар (Cedrus atlantica), феничка боровица (Juniperus phoenicea), мастика (Pistacia lentiscus), макија (Arbutus pavarii), маслина (Olea europaea), мирта (Myrtus communis), храст коморовац (Quercus coccifera) и неки жбунови, попут чемпреса (Cupressus sempervirens). Стада коза и оваца представљају проблем за успешно управљање флором парка.

### Фауна
У примећене животињске врсте убрајају се пругаста хијена (Hyaena hyaena), арапски вук (Canis lupus arabs), обични шакал (Canis aureas), дивља свиња (Sus scrofa), јелен лопатар (Dama dama), риђа лисица (Vulpes vulpes), генетка (Genetta genetta), дивља мачка (Felis libyca), Hystrix cristata и берберски макаки (Macaca sylvanus). Обични делфин (Delphinus delphis) и кљунасти делфин (Tursiops truncatus) могу се наћи око обала лагуне, а главата корњача (Caretta caretta) полаже своја јаја на пешчаним обалама.
- Hyaena hyaena
- Canis lupus arabs
- Canis aureas
- Sus scrofa
- Dama dama
- Vulpes vulpes
- Genetta genetta
- Felis libyca
- Hystrix cristata
- Macaca sylvanus